# Léskovec
Léskovec (dříve také Leskovice[zdroj?], německy Leskowetz) je malá vesnice, část města Počátky v okrese Pelhřimov. Nachází se asi 3,5 km na severovýchod od Počátek. Prochází zde silnice II/132. V roce 2009 zde bylo evidováno 27 adres. V roce 2001 zde trvale žilo 26 obyvatel. Stávala tu rodná tvrz rodu Léskovců, kterém v 15. století patřila velká část území na Pelhřimovsku.
Léskovec je také název katastrálního území o rozloze 3,02 km2.

## Další fotografie

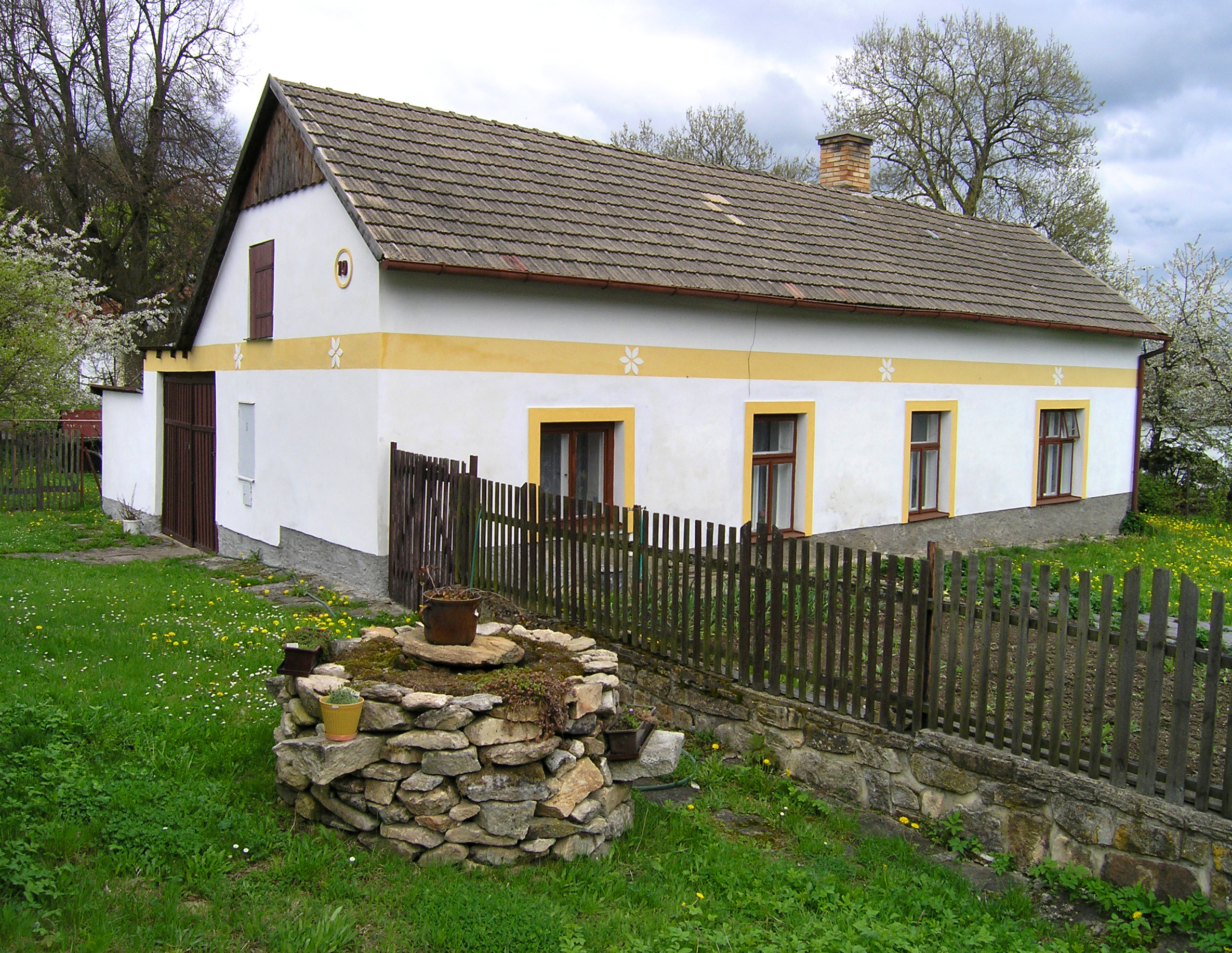
Chalupa se studnou
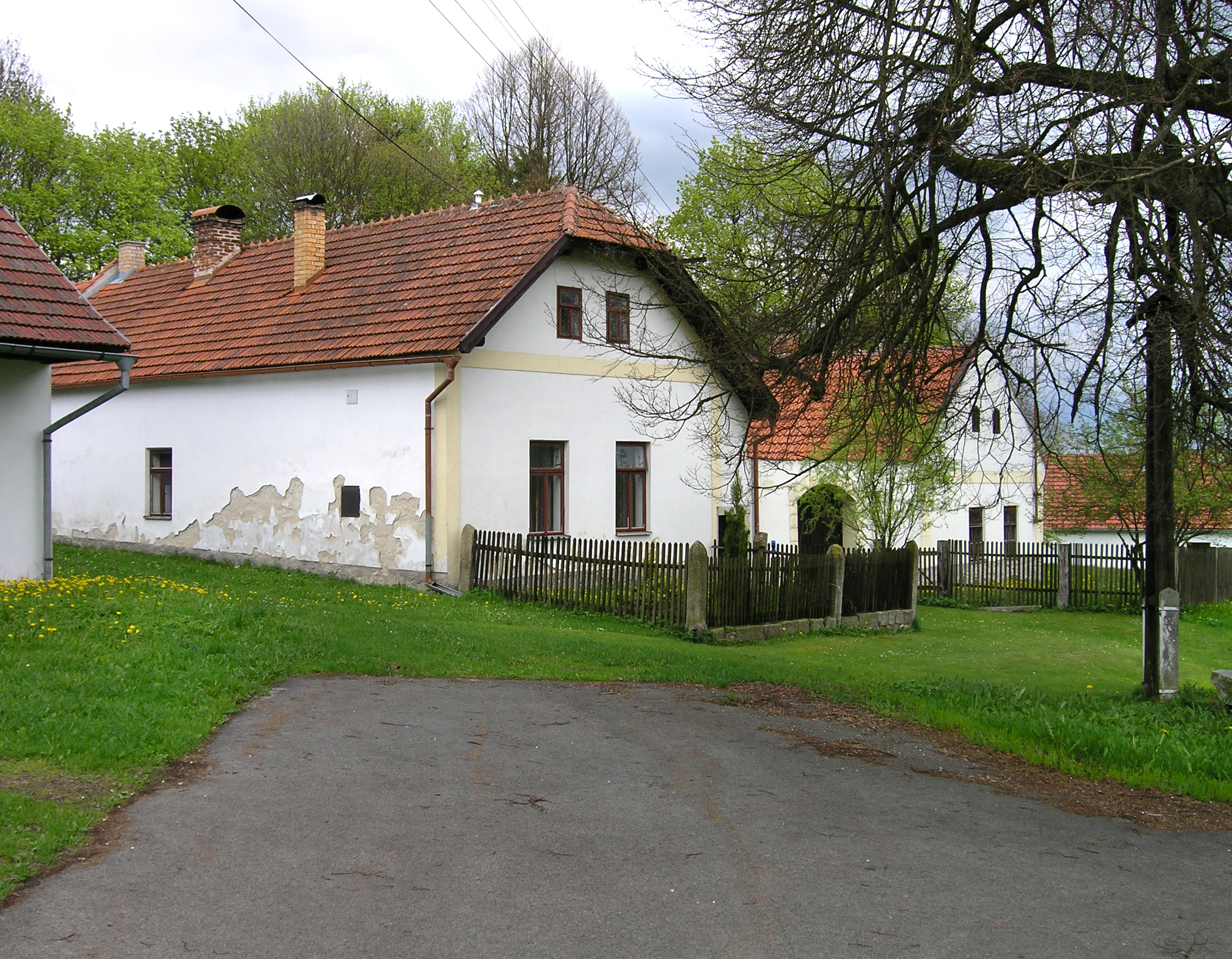
Statek